# Sumber Agung (Lempuing)
Sumber Agung is een bestuurslaag in het regentschap Ogan Komering Ilir van de provincie Zuid-Sumatra, Indonesië. Sumber Agung telt 4472 inwoners (volkstelling 2010).